# 에어포트 조반
에어포트 조반(일본어: エアポート常磐)은 동일본 여객철도가 우에노 - 나리타 공항 구간을 조반선(쾌속선)·나리타선(아비코 지선·공항 지선)을 경유해 운행하는 임시 쾌속열차이다.

## 개요
이 열차는 조반선 경유로는 처음으로 나리타 국제 공항을 잇는 열차로, 2007년 12월 29일에 처음으로 운행되었다. 운행 소요시간은 최단 1시간 28분, 최장 1시간 59분이다.
각 운전일에는 상하행 2왕복이 운행되며, 오미야 종합 차량 센터 소속의 183계 6량 편성이 사용되며, 하행 우에노발 나리타 공항행은 전차 지정석(운임은 별도로 지정석 요금 510엔이 필요)이며, 상행 나리타 공항발 우에노행은 전차 자유석(별도의 운임이 필요 없음)으로 설정되어 있다. 측면의 행선 표시기나 전면의 애칭 표시기에 열차 이름이 표시되어 있으며, 특제 스낵카를 표시기에 부착한 채로 운행하고 있다. 또한 애칭 표시 스낵카는 청록색의 땅으로, 우상의 항공기 마크가 표시되어 있다.
나리타선 구간이 단선이기 때문에 우에노 - 나리타 공항 구간의 소요 시간은 다른 나리타 공항 연락 열차보다 길 수밖에 없으며, 조반선(운행 구간에는 포함되지 않는 도리데·쓰치우라 방면도 포함) 또는 그 외의 연락 노선 연선으로부터 나리타 공항으로의 환승 수요의 경감과 소요 시간의 단축등으로 수요가 적으나, 도심 - 나리타 공항을 잇는 열차들 중에서는 싼 가격으로 크로스 시트를 제공하는 메리트
가 있다.
2007년 말에 처음으로 운행되었던 때에는 에어포트 조반과 나리타 공항으로의 철도 액세스에 관계한 설문조사가 차내에서 실시되었다. 2008년부터는 골든 위크 초입과 여름 휴가 초기와 종반에 운행되고 있다.

## 정차역
- 우에노 - 기타센주 - 마쓰도 - 가시와 - 아비코 - (나리타) - 공항 제2빌딩 - 나리타 공항

나리타 역은 아비코 지선으로부터 공항 지선으로 가는 길이 스위치 백 시설이 있는 관계로 운전 정차한다. 그러나 2008년 1월과 7월·8월이 상행 열차에 한해 여객 취급을 했었다.

## 운행 시기
연말연시나 골든 위크 그리고 여름 휴가등의 다객기와 나리타 공항 이용객이 특별히 많을 것이라고 예상되는 날에 한해서 운행되고 있다.
- 2007년 12월 29일 - 31일, 2008년 1월 3일, 5일, 6일
- 2008년 4월 26일, 27일, 28일
- 2008년 7월 26일, 27일, 8월 30일, 31일

당초, JR에서는 이용 동향에 따라서 정기 열차로 운행하고자 하였으나, 2008년 8월 31일을 최후로 운행되고 있지 않다.

## 같이 보기
- 스카이라이너 : 게이세이 전철이 우에노 - 나리타 공항 구간을 운행하는 특급 열차
- 나리타 익스프레스 : JR 동일본이 소부 쾌속선·나리타선(본선·공항 지선)경유로 운행하는 특급 열차
- 에어포트 나리타 호 : JR 동일본이 소부 쾌속선·나리타선(본선·공항 지선)경유로 운행하는 쾌속 열차
- 게이세이 전철 나리타 공항선 : 2010년 7월 17일에 개업한 게이세이 전철의 신노선
- 공항철도